# 埃德温·福斯特·柯丁顿
| 439 Ohio     | 1898年10月13日 |
| 440 Theodora | 1898年10月13日 |
| 445 Edna     | 1899年10月2日  |

埃德温·福斯特·柯丁顿（英語：Edwin Foster Coddington，1870年6月24日—1950年12月21日），是一名美国天文学家。
柯丁顿是小行星439、小行星440和小行星445的发现者。他也是非周期彗星C/1898 L1 (Coddington-Pauly)（当时称为1898 VII）的共同发现者。
此外，他还发现了另外一些天体，最著名的是位于大熊座的星系IC 2574，后来也被称为“柯丁顿星云”（Coddington Nebula）。